# Chhena
El chhena (hindi: छेना [ˈtʃʰeːnaː]) u oriya: ଛେନା [tʃʰena]) o chhana (Bengalí: ছানা [tʃʰana]) es un queso fresco sin madurar ampliamente utilizado en India y Bangladés. Una forma desmenuzable y húmeda de farmers cheese o paneer (panir), es utilizada para preparar postres como la rasgulla. Es fabricado mediante un proceso similar al utilizado para obtener paneer excepto que no se presiona por tanto tiempo. Es popular en Orissa y Bengala y se hace de lucina o leche de búfalo de agua. La primera referencia de queso en India se remonta a 1400 a. C.
En Orissa, el proceso típico es como el utilizado para preparar el requesón: la leche es hervida y luego cuajada con una pequeña cantidad de suero de leche, y el componente que resulta coagulado se recoge en una gasa, se tensa y golpea, hasta que llega a ser absolutamente firme. Esta mezcla se amasa bien antes de usar, de modo que adquiere una consistencia muy suave y lisa. Orissa es famosa por sus postres preparados con cheena, los más populares son: rasgula, rasabali, chena-khiria y chhena poda. El chhena es consumido por personas con intolerancia a la lactosa.